# Sally Gunnell
Sally Jane Janet Gunnell (Chigwell, Essex, Inglaterra, 29 de julio de 1966) es una atleta británica especialista en 400 metros vallas que fue campeona olímpica, mundial y europea de esta prueba, además de poseer el récord mundial.

## Carrera

### Primera etapa
Comenzó en el atletismo en el Club Essex Ladies, y al principio se dedicaba sobre todo al salto de longitud. En 1980 llegó a proclamarse campeona nacional júnior en esta prueba.
Luego probó suerte en las pruebas combinadas (pentatlón y heptatlón), compaginándolas con las pruebas de vallas. En los Campeonatos de Europa Júnior de Schwechat 1983 participó en ambas pruebas, siendo 13.ª en heptatlón y semifinalista en los 100 m vallas.
Tras la decepción de no poder acudir a los Juegos Olímpicos de Los Ángeles 1984, decidió concentrarse únicamente en las vallas. Su primera victoria internacional destacada fue la medalla de oro en los 100 m vallas de los Juegos de la Commonwealth de Edimburgo 1986.
Sin embargo fue eliminada en las series clasificatorias de los Campeonatos de Europa al aire libre de Stuttgart ese mismo año, y no pasó de semifinales en los Campeonatos del Mundo de Roma 1987. Esto le hizo volver a replantearse su carrera y a partir de 1988 se centró prioritariamente en los 400 m vallas, donde se veía con más opciones de hacer cosas destacadas.
Su progreso en esta prueba fue realmente bueno. Participó en los Juegos Olímpicos de Seúl 1988, donde fue finalista y consiguió una meritoria 5.ª posición con 54,03 que era además su mejor marca personal hasta esa fecha.
En 1989 consiguió en La Haya el título de campeona de Europa de los 400 metros lisos en pista cubierta, y en el mismo año fue 6.ª en los mundiales en pista cubierta de Budapest en la misma prueba, pese a no ser especialista en pruebas lisas.
Tuvo una destacada actuación en los Juegos de la Commonwealth de Auckland 1990, ganando el oro en los 400 m vallas y en los relevos 4 × 400 m, y la plata en los 100 m vallas. En los 400 m vallas logró vencer a la vigente campeona olímpica, la australiana Debra Flintoff-King.
Sin embargo en los Campeonatos de Europa al aire libre de Split ese mismo año, solo pudo ser 6.ª en los 400 m vallas, si bien ganó una medalla de bronce en los relevos 4 × 400 m, donde las británicas acabaron por detrás de alemanas orientales y soviéticas.
Su consagración definitiva en la élite mundial tuvo lugar en 1991, cuando logró la medalla de plata en los Campeonatos del Mundo al aire libre de Tokio, con 53,16 (su mejor marca personal) siendo superada únicamente por la soviética Tatyana Ledovskaya que hizo 53,11 Gunnell también acabó la 2.ª del ranking mundial del año.

### Campeona olímpica y récord mundial
El mayor éxito de su carrera deportiva sería la medalla de oro en los Juegos Olímpicos de Barcelona 1992, donde ganó con 53,23 que era además la mejor marca mundial de ese año. La medalla de plata fue para la estadounidense Sandra Farmer-Patrick (53,69) y la de bronce para su compatriota Janeene Vickers (54,31)
Además Gunnell ganó otra medalla olímpica en la prueba de relevos 4 × 400 m, donde Gran Bretaña fue 3.ª tras el Equipo Unificado y Estados Unidos. El cuarteto británico lo formaban por este orden Phylis Smith, Sandra Douglas, Jennifer Stoute y la propia Gunnell.
En los Campeonatos del Mundo de Stuttgart 1993 volvió a demostrar que era la mejor especialista del mundo, y además de ganar la medalla de oro estableció un nuevo récord mundial con 52,74 La plata fue otra vez para la estadounidense Sandra Farmer-Patrick que hizo 52,79, también por debajo del récord mundial anterior, que lo tenía la soviética Marina Stepanova desde 1986 con 52,94.
Al igual que en los Juegos de Barcelona, ganó otra medalla de bronce en los relevos 4 × 400 m, esta vez tras Estados Unidos y Rusia. Las intregrantes británicas eran esta vez Linda Keough, Phylis Smith, Tracy Goddard y Sally Gunnell.
En los Campeonatos de Europa al aire libre de Helsinki 1994 logró el único título que le faltaba por lograr en su carrera, ganando el oro con 53,33 y sacando una ventaja escandalosa al resto de competidoras, pues la plata se la llevó la alemana Silvia Rieger con 54,68 a casi un segundo y medio de Gunnell. 
Solo dos semanas más tarde revalidó en Victoria, Canadá, los títulos de campeona de la Commonwealth en 400 m vallas y relevos 4 × 400 m.
De esta forma Gunnell lideraba además el ranking mundial por tercer año consecutivo y se convertía en la primera atleta de la historia que poseía simultáneamente los títulos olímpico, mundial, europeo y de la Commonwealth.
Tras ser la gran dominadora de los 400 m vallas durante varios años, el reinado de Gunnell llegó a su fin. Estuvo alejada de las pistas en 1995 debido a problemas físicos en el tendón de Aquiles, no pudiendo defender su título mundial en Gotemburgo. 
Regresó a la competición en 1996, con la mirada puesta en los Juegos Olímpicos de Atlanta. Se proclamó campeona nacional y participó en los Juegos, pero se resintió nuevamente de sus problemas físicos y tuvo que abandonar durante las semifinales.
Su última competición fueron los Campeonatos del Mundo de Atenas 1997, donde volvió a tener problemas y tampoco se clasificó para la final.
Tras su retirada del atletismo se ha dedicado a múltiples actividades. Ha sido presentadora de un programa de deportes en la BBC, y es autora de cuatro libros sobre fitness, salud y nutrición.
En 1998 fue distinguida con la Orden del Imperio Británico, una de las mayores condecoraciones de su país.
Está casada con el exatleta Jonathan Bigg y es madre de tres hijos: Finley, Luca y Marley.

## Resultados

### Competiciones
| Año  | Competición                            | Lugar     | Puesto                                                   | Marca               |
| ---- | -------------------------------------- | --------- | -------------------------------------------------------- | ------------------- |
| 1986 | Juegos de la Commonwealth              | Edimburgo | 1.ª en 100 m vallas                                      | 13,29               |
| 1988 | Campeonato de Europa En pista cubierta | Budapest  | 4.ª en 400 m lisos                                       | 51,77               |
| 1988 | Juegos Olímpicos                       | Seúl      | 5.ª en 400 m vallas                                      | 54,03               |
| 1989 | Campeonato de Europa En pista cubierta | La Haya   | 1.ª en 400 m lisos                                       | 52,04               |
| 1989 | Campeonato del Mundo En pista cubierta | Budapest  | 6.ª en 400 m lisos                                       | 52,60               |
| 1989 | Copa del Mundo                         | Barcelona | 3.ª en 400 m vallas                                      | 55,25               |
| 1990 | Campeonato de Europa En pista cubierta | Glasgow   | 4.ª en 400 m lisos                                       | 53,38               |
| 1990 | Juegos de la Commonwealth              | Auckland  | 2.ª en 100 m vallas 1.ª en 400 m vallas 1.ª en 4 × 400 m | 13,12 55,38 3:28,08 |
| 1990 | Campeonato de Europa                   | Split     | 6.ª en 400 m vallas 3.ª en 4 × 400 m                     | 55,45 3:24,78       |
| 1991 | Campeonato del Mundo                   | Tokio     | 2.ª en 400 m vallas                                      | 53,16               |
| 1992 | Juegos Olímpicos                       | Barcelona | 1.ª en 400 m vallas 3.ª en 4 × 400 m                     | 53,23 3:24,23       |
| 1993 | Campeonato del Mundo                   | Stuttgart | 1.ª en 400 m vallas 3.ª en 4 × 400 m                     | 52,74 3:23,41       |
| 1994 | Juegos de la Commonwealth              | Victoria  | 1.ª en 400 m vallas 1.ª en 4 × 400 m                     | 54,51 3:27,06       |
| 1994 | Campeonato de Europa                   | Helsinki  | 1.ª en 400 m vallas                                      | 53,33               |
| 1994 | Copa del Mundo                         | Londres   | 1.ª en 400 m vallas 1.ª en 4 × 400 m                     | 54,80 3:27,36       |

### Marcas personales
- 100 metros vallas - 12,82 (Zúrich, 17 de agosto de 1988)
- 400 metros vallas - 52,74 (Stuttgart, 19 de agosto de 1993)
- 400 metros lisos - 51,04 (Gateshead, 20 de julio de 1994)